# Borj el-Oued
Borj el-Oued (Tour du Fleuve), est un bastion du XVIIIe siècle édifié à Essaouira, au Maroc, et détruit par des inondations le 13 janvier 1856.

## Histoire
Initialement construit à l'époque des phéniciens et carthaginois, la forteresse finit par tomber. 
Ce n'est qu'au XVIIIe siècle, que le sultan Mohammed Ben Abdellah décide d'y reconstruire un bastion, qui sera nommé Borj el-Oued en raison de sa proximité avec le fleuve de l'Oued Ksob.
Le Borj disparaît finalement à la suite d'une désastreuse inondation de l'Oued Ksob le 13 janvier 1856.